# Valin
Valin (förkortas Val eller V) är en av de 20 aminosyrorna som är byggstenar i proteiner. Den tillhör gruppen neutrala, hydrofoba, opolära aminosyror och är en av de essentiella aminosyrorna som kroppen inte själv kan tillverka, utan måste tillföras genom födan.
I den genetiska koden kodas leucin av fyra kodon: GUU, GUC, GUA och GUG.
Mat med rikligt av Valin är: keso, fisk, kyckling, jordnötter, sesamfrön och linser. 
Valin är döpt efter växtsläktet Valeriana.
Valin tillhör den kategori aminosyror som kallas grenade aminosyror (BCAA), och förekommer i de många olika proteiner. Tillskott innehållande valin används för att åstadkomma muskeltillväxt och för att reparera vävnader.
Valinnedbrytningen är nedsatt vid följande metaboliska sjukdomar: kombinerad malon- och metylmalonsyrauri (CMAMMA), maple syrup urine disease, metylmalonsyrauri och propionsyrauri.